# Стафілін червонокрилий
Стафілін червонокрилий, або хижак червонокрилий (Staphylinus erythropterus) — вид жуків родини жуків-хижаків (Staphylinidae).

## Поширення
Вид поширений в Європі, Росії, Кавказі, Туреччині, Ірані та Китаї (провінція Хейлунцзян). Присутній у фауні України.

## Опис
Тіло завдовжки 14-18 мм. Тіло чорного кольору. Надкрила червонувато-коричневі, вкриті золотистими волосками. Крила добре розвинені. Вусики, щелепи та лапки жовтувато-червоні. На голові є золотиті ворсинки. Останні три тергіта черевця мають по парі золотистих плям з волосків.

## Біологія
Жук трапляється в лісах. Живе у підстилці, серед моху та на ґрунті у вологих відкритих ділянках. Активний у прохолодну погоду. Хижак, полює на личинок комах та лялечок. Спаровування відбувається у травні та червні, а личинки з'являються у серпні.